# Belle Isle (Floryda)
Belle Isle – miasto w Stanach Zjednoczonych, w stanie Floryda, w hrabstwie Orange.